# (1798) Watts
(1798) Watts es un asteroide que forma parte del cinturón de asteroides y fue descubierto por el equipo del Indiana Asteroid Program de la universidad de Indiana desde el observatorio Goethe Link de Brooklyn, Estados Unidos, el 4 de abril de 1949.

## Designación y nombre
Watts se designó inicialmente como 1949 GC.
Más tarde fue nombrado en honor del astrónomo estadounidense Chester B. Watts (1889-1971).

## Características orbitales
Watts orbita a una distancia media de 2,199 ua del Sol, pudiendo acercarse hasta 1,93 ua y alejarse hasta 2,468 ua. Su excentricidad es 0,1223 y la inclinación orbital 6,194°. Emplea 1191 días en completar una órbita alrededor del Sol.